# Centrum Vlaamse Architectuurarchieven
Het Centrum Vlaamse Architectuurarchieven of kortweg CVAa is een Vlaams archief- en documentatiecentrum dat advies geeft bij het beheren van privaatrechtelijke archieven rond architectuur en design.

## Toelichting
Dit centrum vloeit voort uit het Vlaams Archiefdecreet van 2003 waarbij de Vlaamse overheid vijf culturele thema's toekende aan archief- en documentatiecentra die een rol wilden opnemen in het beter beheer van privaatrechtelijke archieven. De 5 thema's zijn: architectuur, literatuur, muziek, religie en deportatie en verzet. Het CVAa nam architectuur voor zijn rekening.
Ondertussen bouwt het centrum onder de koepel van het Vlaams Architectuurinstituut of VAi een werking uit rond private architectuurarchieven in Vlaanderen. Het centrum geeft advies bij het opsporen, het beheren en ontsluiten van archieven. Het werkt aan een Vlaams architectuurarchief door te bemiddelen bij geschikte bewaarinstellingen en door het inventariseren van concreet materiaal.
In de praktijk maakt men geen onderscheid tussen archieven van architecten en designers omdat de scheidingslijn tussen beide vaag is. 